# Cats (film, 2019)
Pour les articles homonymes, voir Cats.
Pour plus de détails, voir Fiche technique et Distribution.
Cats est un film fantastique musical sino-américano-britannique, coécrit, coproduit et réalisé par Tom Hooper et sorti en 2019.
Il s’agit de l’adaptation de la comédie musicale du même nom, elle-même inspirée du roman Old Possum's Book of Practical Cats de T. S. Eliot. La distribution du film compte notamment les acteurs James Corden, Judi Dench, Jason Derulo, Idris Elba, Jennifer Hudson, Ian McKellen, Taylor Swift, Rebel Wilson et Francesca Hayward.
Sorti en salles au Royaume-Uni et aux États-Unis le 20 décembre 2019 par Universal Pictures, Cats a été largement conspué par la critique, qui a jugé négativement la qualité de ses effets visuels, son montage, la performance des acteurs, l'intrigue et le scénario du film,. Cependant, certains critiques ont salué la bande-son, la performance de Taylor Swift et sa chanson Beautiful Ghosts, ainsi que l'interprétation de la chanson Memory par Jennifer Hudson.
Cats est considéré par certains critiques comme l'un des pires films de tous les temps,,. Par ailleurs, il peut être qualifié d'échec cinématographique puisqu'il a généré une recette de 75 millions de dollars, pour un budget de production estimé entre 80 à 100 millions ; certaines estimations indiquent que le film aurait fait perdre environ 114 millions de dollars à Universal Pictures.

## Synopsis
L’histoire se déroule à Londres, dans les années 1930 : une voiture s'arrête dans une ruelle, assez longtemps pour qu’une vieille dame en sorte, pour jeter un sac à la poubelle. Ceci est vu par un certain nombre de chats, qui examinent le sac. Il contient une jeune chatte blanche nommée Victoria, qui semble être abandonnée. Les autres chats se présentent à elle comme appartenant à un groupe appelé les « Jolitis Chats » ("Jellicle Songs for Jellicle Cats"). Deux de leurs chefs, Munkustrap et Mistoffeless, acceptent de se lier d'amitié avec elle. Cependant, deux autres chefs, Cassandra et Déméter, restent hostiles envers Victoria, parce qu’elle ne leur aurait pas donné son « deuxième nom ». Victoria ne comprend pas, ce qui conduit Munkustrap à expliquer l'importance d’avoir trois noms, chez les Jolitis Chats ("The Naming of Cats"). Victoria reçoit ensuite une invitation au « Joliti Bal », qui n'a lieu qu'une fois par an, où la grande matriarche des Jolitis Chats, Lady Deutéronome, désigne les Jolitis Chats qui se seront montrés dignes de monter sur la « Célestosphère », afin de se voir accorder une nouvelle vie et de devenir « ce qu’ils ont toujours rêvé d’être » ("Invitation to the Jellicle Ball").
Munkustrap propose à Victoria de lui présenter les différents chats qui présentent leur candidature au « Joliti Choix », ce qu’elle accepte. Ils se rendent d’abord chez Jenny Tacherousse, une chatte « gomoue » qui dort pendant la journée, mais contrôle les activités des souris et des cafards la nuit ("The Old Gumbie Cat"). Le prochain chat que Victoria rencontre est le « Rhumtom Têtu », un chat capricieux et rebelle qui emmène les autres Jolitis Chats dans un bar à lait ("The Rum Tum Tugger"). Soudain, Grizabella, une chatte de gouttière, apparaît, mais se fait très vite repousser. Munkustrap, Mistoffeless, Cassandra et Déméter expliquent à Victoria qu’autrefois, Grizabella était la vedette du Windmill Theatre, jusqu'à ce qu'elle fraye avec Macavity ("Grizabella: The Glamour Cat"). Au même moment, Bustopher Jones, un « dandy félidé de blanc botté », arrive et après avoir constaté à quel point Victoria semble « positivement affamée », il l'emmène, avec les autres Jolitis Chats, diner dans les poubelles de divers restaurants ("Bustopher Jones: The Cat About Town"). La fête est toutefois interrompue par l'arrivée de Macavity, qui avait précédemment enlevé Jenny Tacherousse, et procède ensuite à l’enlèvement de Bustopher Jones, obligeant les Jelitis Chats à se cacher, à l'exception de Victoria, qui semble être abandonnée.
Victoria est retrouvée par Mungojerrie et Rumpleteazer, qui lui montrent à quel point une vie sauvage et insouciante peut être amusante ("Mungojerrie and Rumpleteazer"). À l'insu de Victoria, les deux chats espiègles sont également au service de Macavity. Les jeux et la destruction gratuite sont interrompus lorsque le chien de la maison commence à venir après les trois chats. Mungojerrie et Rumpleteazer s'échappent par la fenêtre, mais laissent derrière Victoria, qui est coincée au montant du lit et ne peut pas s'échapper. Mistoffeless, qui cherchait Victoria, l'aide à se libérer et distrait le chien assez longtemps pour fermer la porte et s'échapper, ramenant Victoria vers les autres chats dans un théâtre abandonné appelé « Égyptien ». Pendant ce temps, Jenny Tacherousse et Bustopher Jones se retrouvent sur une barge, au milieu de la Tamise, ligotés et surveillés par « Tête-de-Tigre », la Terreur de la Tamise, qui travaille pour Macavity ("Growltiger's Last Stand").
Ils arrivent juste à temps pour accueillir Lady Deutéronome, la matriarche des Jolitis Chats ("Old Deuteronomy"). Le Joliti Bal commence ("The Song of the Jellicles", "The Jellicle Ball"), avec Mistoffeless comme partenaire de danse de Victoria. Pendant que les Jolitis Chats se reposent, après avoir longtemps dansé, Grizabella réapparaît, mais reste à distance ("Memory"). Sa présence est remarquée par Victoria, qui tente de sympathiser avec elle ("Beautiful Ghosts"), et Lady Deutéronome, qui semble comprendre leurs peines respectives ("The Moments of Happiness"). De retour à l'intérieur de l’Égyptien, Victoria raconte à Lady Deutéronome comment sa maîtresse l’a abandonnée. Lady Deutéronome propose à Victoria d’intégrer les Jolitis Chats, ce qui semble l’enthousiasmer.
Le premier candidat est appelé Gus, un vieux chat de théâtre ("Gus: The Theatre Cat"). Mistoffeless s’avère être un admirateur de Gus et lui propose ses tours de magie, pour l’aider à jouer. Macavity revient et incite Gus à signer un autographe, avant de l’enlever également. Ensuite, Chacrobateclaq’ emmène les Jolitis Chats faire des claquettes sur les chemins de fer ("Skimbleshanks: The Railway Cat"), mais est enlevé par Macavity, au beau milieu de sa prestation. Bombalurina, une complice de Macavity, apparaît sur scène, tandis que Mungojerrie, Rumpleteazer et Toucramé droguent tous les Jolitis Chats avec de l'herbe à chat ("Macavity: The Mystery Cat"). Peu de temps après, Macavity lui-même arrive et tente de contraindre Lady Deutéronome de le choisir pour monter sur la Célestosphère, ce qu'elle refuse de faire. Furieux, il l’enlève à son tour, puis menace de la tuer, elle et tous les autres prétendants au Joliti Choix. Comme elle refuse toujours, Macavity commence à la faire marcher sur une planche, jusqu’au bord de la Tamise. Victoria et Munkustrap suggèrent que Mistoffeless utilise un de ses tours de magie pour faire revenir Lady Deutéronome, mais les autres Jolitis Chats doutent de ses compétences, en particulier Cassandra ("Mr. Mistoffelees"). Après quelques essais, Mistoffeless perd courage, jusqu'à ce que Lady Deutéronome apparaisse derrière lui, bien vivante, au grand soulagement des Jolitis Chats.
Enragé, Macavity décide finalement de se rendre lui-même sur la Célestosphère, et emmène Bombalurina avec lui, laissant Tête-de-Tigre avec ses prisonniers. Finalement, Jenny Tacherousse parvient à se libérer d’elle-même et à libérer Bustopher Jones, Gus et Chacrobateclaq’, afin d’affronter Tête-de-Tigre, qu’ils envoient se noyer dans la Tamise, avant de retourner à l’Égyptien.
Victoria s’aperçoit que Grizabella est revenue. Mais alors que cette dernière s’apprête à partir, Victoria l'arrête et l'encourage à se réconcilier avec les Jolitis Chats ("Daylight", "Memory (Reprise)"). Grizabella est bientôt non seulement ré-acceptée parmi les Jolitis Chats, mais elle est également choisie par Lady Deutéronome pour monter sur la Célestosphère. Les Jolitis Chats la mènent à ce qui semble être un vieux lustre, que Mistoffelees répare et allume. Le lustre s'élève dans les airs, se révélant être une montgolfière ("The Journey to the Heaviside Layer"), alors que Grizabella s'élève dans les airs, pendant que le jour se lève. Macavity essaye de grimper sur la Célestosphère, pensant qu'il pourrait y monter, mais tombe au bout de quelques instants. Les Jolitis Chats la regardent depuis une statue de lion à l'extérieur, alors que Lady Deutéronome brise le quatrième mur, en s'adressant aux spectateurs ("The Ad-Dressing of Cats"). Les Jolitis Chats saluent Grizabella avant de se disperser, ne laissant que Victoria, que Lady Deutéronome accepte parmi les Jolitis Chats, en tant que « Joli Gentil Chat ». Le film se termine par la disparition de la Célestosphère, signifiant que Grizabella s’est vu accorder une nouvelle vie…

## Fiche technique
Sauf indication contraire, les informations mentionnées dans cette section peuvent être confirmées par la base de données cinématographiques IMDb,  présente dans la section « Liens externes ».
- Titre original et français : Cats
- Réalisation : Tom Hooper
- Scénario : Lee Hall et Tom Hooper, d'après la comédie musicale du même nom, elle-même inspirée du roman Old Possum's Book of Practical Cats de T. S. Eliot
- Direction artistique : Tom Weaving
- Décors : Eve Stewart
- Costumes : Paco Delgado
- Photographie : Christopher Ross
- Montage : Melanie Oliver
- Musique : Andrew Lloyd Webber
- Production : Tim Bevan, Eric Fellner, Debra Hayward et Tom Hooper

Coproduction : Ben Howarth
Production déléguée : Jo Burn, Andrew Lloyd Webber, Angela Morrison et Steven Spielberg
- Sociétés de production : Working Title Films ; Amblin Entertainment, Monumental Pictures et The Really Useful Group (coproductions)
- Sociétés de distribution : Universal Pictures (États-Unis), Universal Pictures International France (France)
- Budget : n/a
- Pays d'origine :  Royaume-Uni /  États-Unis
- Langue originale : anglais
- Format : couleur
- Genre : fantastique musical
- Durée : 110 minutes
- Dates de sortie[6] :
  - États-Unis : 16 décembre 2019 (avant-première mondiale à New York) ; 20 décembre 2019 (sortie nationale)
  - Belgique : 19 décembre 2019
  - Royaume-Uni, Canada : 20 décembre 2019
  - France : 25 décembre 2019

## Distribution
- Francesca Hayward (VF : Maryne Bertieaux) : Victoria
- Judi Dench (VF : Frédérique Cantrel) : Lady Deutéronome
- Jennifer Hudson (VF : Déborah Claude) : Grizabella
- Idris Elba (VF : Daniel Njo Lobé) : Macavity
- Taylor Swift (VF : Déborah Claude) : Bombalurina
- James Corden (VF : Emmanuel Garijo) : Bustopher Jones
- Rebel Wilson (VF : Edwige Lemoine) : Jenny Tacherousse
- Jason Derulo (VF : Jean-Michel Vaubien) : Rhumtom Têtu
- Ian McKellen (VF : Michel Leroyer) : Gus
- Les Twins : Platon et Socrate
- Ray Winstone (VF : Romaric Hubert) : Gueule-de-Tigre
- Robert Fairchild (VF : Jean-Christophe Dollé) : Munkustrap
- Laurie Davidson (VF : Benjamin Bollen) : Mistoffelees
- Steven McRae : Skimbleshanks
- Daniela Norman : Demeter
- Mette Towley (VF : Virginie Emane) : Jemima
- Bluey Robinson : Alonzo
- Jaih Betote : Coricopat
- Danny Collins (VF : Alexis Tomassian) : Mungojerrie
- Naoimh Morgan (VF : Daniela Labbé-Cabrera) : Rumpelteazer
Version française[7]
  - Studio de doublage : Les Studios de Saint-Ouen
  - Direction artistique : Béatrice Delfe
  - Adaptation :

## Production

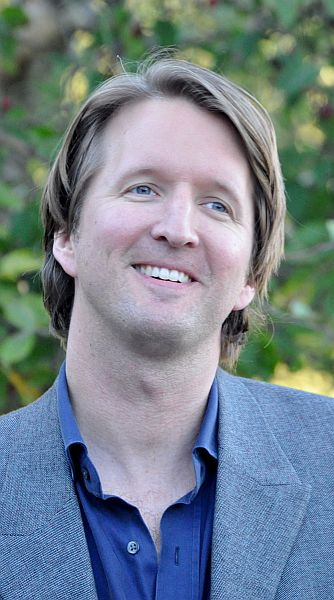
Le réalisateur Tom Hooper

### Genèse et développement
En octobre 1996, on annonce qu’une adaptation de la comédie musicale en film d'animation est planifié par Amblimation dans les années 1990, mais le projet est abandonné à la suite de la fermeture du studio.
En décembre 2013, Andrew Lloyd Webber, créateur et compositeur de la production musicale Cats, déclare qu’Universal Studios, qui avait acheté les droits d'adaptation il y a de nombreuses années, mettait le projet en développement actif.
En février 2016, on rapporte que Tom Hooper est en négociation pour réaliser le film et envisageait de faire jouer des actrices, dont Suki Waterhouse. En mai 2016, Tom Hooper est confirmé en tant que réalisateur.
En janvier 2018, Tom Hooper et Working Title ont commencé le casting officiel du film, tout en cherchant à déterminer si le film serait entièrement en live ou généré par ordinateur, ou un mélange des deux. Andrew Lloyd Webber annonce qu'il écrit une nouvelle chanson pour l'adaptation cinématographique.

### Attribution des rôles
En juin 2018, Anne Hathaway et Rihanna sont pressenties pour des rôles dans le film, mais les deux sont écartées du projet en raison de conflits d'horaires. En juillet 2018, Jennifer Hudson, Taylor Swift, James Corden et Ian McKellen sont engagés.
En septembre 2018, Laurie Davidson et Mette Towley sont choisies, tandis que Steven Spielberg annonce être le producteur délégué,.
En octobre 2018, Idris Elba et Judi Dench sont embauchés,.
En novembre 2018, les danseuses de ballet Francesca Hayward et Steven McRae, ainsi que Rebel Wilson, Jason Derulo et Robert Fairchild rejoignent les acteurs avec des répétitions débutant aux studios Leavesden à Hertfordshire, en Angleterre,,,.
En décembre 2018, Les Twins et Eric Underwood sont embauchés.

### Tournage
Le tournage débute le 12 décembre 2018 et se termine le 2 avril 2019[réf. nécessaire].

## Accueil

### Promotion
Le 18 juillet 2019, une première bande annonce est mise en ligne et suscite de nombreuses réactions critiques sur les réseaux sociaux rejetant le rendu des transformations numériques des acteurs et actrices en chats humanoïdes, rappelant celles du design de Sonic dans le film adapté du jeu vidéo sorti quelques mois plus tôt.

### Erreurs CGI et version modifiée
La sortie originale du film contenait de nombreuses erreurs et problèmes CGI, comme une scène dans laquelle la main humaine de Judi Dench, avec son alliance, apparaît à la place de la patte de chat du Vieux Deutéronome. Après de mauvaises critiques, Universal a informé les cinémas le jour de l'ouverture qu'un forfait cinéma numérique mis à jour avec "quelques effets visuels améliorés" serait disponible en téléchargement le 22 décembre, les exhortant à remplacer l'impression actuelle dès que possible. Les dirigeants des studios et des propriétaires de cinéma ont déclaré que la décision de sortir une version modifiée d'un film déjà en grande sortie était "inoudue".
Quelques jours après sa sortie aux États-Unis, The Hollywood Reporter révèle qu’Universal Pictures a envoyé à tous les cinémas une nouvelle version du film, contenant des effets spéciaux améliorés. Cette version finale a été terminée durant la première du film, une première dans l'histoire du cinéma. La durée du film reste cependant inchangée.

### Critique
Cats reçoit un accueil critique majoritairement défavorable.
Sur le site agrégateur de critiques Rotten Tomatoes, le film est crédité d'un score de 19 % d'avis positifs, sur la base de 334 critiques collectées et une note moyenne de 3,8 sur 10 ; le consensus du site indique : « Malgré sa [fourrure-midable] distribution, cette adaptation de Cats est une erreur de griffe qui laissera la plupart des spectateurs implorer d'être mis hors de leur [miaou-misère] ».
Sur Metacritic, le film obtient une note moyenne pondérée de 32 sur 100, sur la base de 51 critiques collectées ; le consensus du site indique : « Avis généralement défavorables ».
Andrew Lloyd Weber ainsi que plusieurs membres du casting ont des propos négatifs ou moqueurs envers le film,,.

### Box-office
| Pays ou région    | Box-office     | Date d'arrêt du box-office | Nombre de semaines |
| ----------------- | -------------- | -------------------------- | ------------------ |
| États-Unis Canada | 27 166 770 $   | 13 février 2020            | 8                  |
| France            | 52 505 entrées | 14 janvier 2020            | 3                  |
| Total mondial     | 73 833 415 $   | -                          | -                  |

## Distinctions

### Récompenses
- Razzie Awards 2020 : 
  - Pire film ;
  - Pire réalisateur pour Tom Hooper ;
  - Pire scénario pour Lee Hall et Tom Hooper ;
  - Pire second rôle masculin pour James Corden ;
  - Pire second rôle féminin pour Rebel Wilson ;
  - Pire combinaison à l’écran pour « n’importe quelle boule de poils mi-féline / mi-humaine ».

### Nominations
- Golden Globes 2020 : nomination au Golden Globe de la meilleure chanson originale pour Beautiful Ghosts.
- Razzie Awards 2020 : 
  - nomination au prix de la Pire actrice pour Francesca Hayward ;
  - nomination au prix du Pire second rôle féminin pour Judi Dench ;
  - nomination au prix de la Pire combinaison à l’écran pour Jason Derulo et sa « bosse », neutralisée en CGI.